# Baarsen (Bad Pyrmont)
Baarsen ist ein Ortsteil der Kurstadt Bad Pyrmont im niedersächsischen Landkreis Hameln-Pyrmont. 

## Geografie und Verkehrsanbindung
Der Ort liegt im südöstlichen Teil des Stadtgebietes von Bad Pyrmont an der Landesstraße L 426. Südwestlich verläuft die Landesgrenze zu Nordrhein-Westfalen. 

## Eingemeindungen
Am 1. Januar 1973 wurde die bis dahin selbständige Gemeinde Baarsen eingegliedert.